# Benigno Morales
Benigno Morales (Algeciras, 1795 - Almería, 24 de agosto de 1824) fue un poeta, periodista y revolucionario liberal español.

## Biografía
Su padre era Alcalde Mayor de Algeciras. En su juventud ingresó en la Guardia de Corps y en 1814, con diecinueve años, compuso un poema que exaltaba a Fernando VII y el absolutismo que había proclamado contra los liberales, del que renegaría posteriormente. Rápidamente, sin embargo, evolucionó hacia el liberalismo, ingresó en la sociedad secreta de la Comunería y en 1821 se asoció con el notario eclesiástico y abogado Félix Mejía para redactar y editar en Madrid un semanario político liberal exaltado, El Zurriago (1821-1823), que alcanzó enorme difusión. Allí publicaban ambos versos cortos y largos, piezas dramáticas satíricas y a veces discursos que antes habían pronunciado en las sociedades patrióticas (La Fontana de Oro y sobre todo la Sociedad Landaburiana), y atacaban las veleidades antirrevolucionarias del gobierno. Este semanario creó un lenguaje satírico específico y mordaz que fue imitado por otros periódicos semejantes, y fue perseguido con saña por absolutistas, moderados, afrancesados y falsos liberales que denunciaron algunos de sus números.
En uno de ellos, además, Morales y Mejía advirtieron de que se tramaba un golpe de Estado absolutista que el rey Fernando VII había dispuesto para el 7 de julio de 1822, en cuya represión participaron los editores de El Zurriago con las armas en la mano. De todos los hechos dieron cuenta puntual en un amplio reportaje publicado después en el semanario. En La Tercerola, desde 1821, publicaron documentos comprometedores iniciando una especie de modalidad precursora del periodismo de investigación. La dirigía el teniente coronel Anastasio Lescura, pero en la primavera de 1822 fue denunciado por sus duros editoriales, marchó al exilio y tuvo que hacerse cargo de La Tercerola Félix Mejía.
Aunque Antonio Alcalá Galiano, liberal moderado y enemigo de ambos, lo trata de ignorante, fue un poeta fogoso y a veces inspirado, que compuso el himno de la expedición de los Coloraos titulado "El Grito Nacional", cuyo estribillo, cantado a coro, era:

Libertad y unión: alzad,

venid, guerreros de España:

las cadenas arrojad:

¡viva la libertad!.

En esta composición, incluida como apéndice en la Carta de Benigno Morales a Félix Megía (Filadelfia, 1825) atacaba a los Cien Mil Hijos de San Luis que habían vuelto a imponer el absolutismo fernandino y ensalza la libertad y la figura de Rafael del Riego. Por otra parte hoy día se discute la autoría atribuyéndola al propio Mejía en homenaje a su amigo ajusticiado. Por artículos contra Fernando VII en 1822, sufrieron prisión y multas Mejía y Morales. Morales, por ejemplo, fue a prisión por el número 38, aunque luego fue absuelto por un jurado. La familia Real llegó a ofrecerles importantes cantidades a los redactores para que cerraran El Zurriago. Incluso les ofrecieron embajadas en el extranjero.
Con la entrada de los Cien mil hijos de San Luis, la Comunería se escindió en dos ramas, una revolucionaria y otra conservadora; Morales y Mejía militaron en la primera, asociada además al Carbonarismo internacional, y tomaron las armas en defensa del sistema constitucional. Morales lo hizo en junio de 1823: marchó a Cádiz, y tras una refriega en Almazarrón (Murcia), fue hecho prisionero y conducido a una cárcel de Murcia, de donde se escapó para refugiarse en Cartagena y marchar primero a Tánger y luego a Gibraltar. En busca y captura, fue condenado en ausencia el 3 de agosto de 1823 al destierro en Canarias, donde ya estaba preso Mejía. En Gibraltar se incorporó a una poco afortunada expedición sobre Almería que intentaría crear una insurrección general en toda España como logró en 1820 Rafael del Riego; pero era una intentona imposible: fue hecho prisionero con los demás y condenado a muerte por sentencia sumarísima militar verbal, de acuerdo a la ley penal de 14 de agosto, con un nombre falso y fusilado en el amanecer del 24 de agosto de 1824. Evadido de la prisión de la isla de El Hierro con otros periodistas, Félix Mejía publicó en Filadelfia su Carta de Benigno Morales a Félix Megía en 1825 con notas en prosa. En esta obra en romance heroico (endecasílabos en los que riman en asonante solo los versos pares) intenta justificar históricamente la necesidad del liberalismo en España. Se reimprimió dos veces más en Toulouse y Londres deturpado con muchas variantes por un tal J. C. bajo el título de La Victima del Despotismo, ó la España en Cadenas Bajo el Poder Arbitrario de Fernando de Borbon... (Tolosa: [s.n.], 1835; y Londres, 1836).